# Junkers Ju 488
Bei der Junkers Ju 488 handelt es sich um einen viermotorigen Bomber, ausgelegt als Mitteldecker mit einziehbarem Fahrwerk und drei Mann Besatzung. Das Flugzeug war eine Weiterentwicklung auf Basis der Junkers Ju 388. Der Antrieb erfolgte durch vier Sternmotoren, Typ BMW 801 TJ, mit Turboladern speziell für den Höhenflug. Die Einführung sollte noch im Sommer des Jahres 1945 erfolgen.

## Beschreibung
Gegenüber dem Ausgangstyp Junkers Ju 388 wurde im Wesentlichen die Rumpf- und die Flügelmittelsektion neu entwickelt. Tragflächenenden und Bug wurden aus der K-Serie der Ju 388 übernommen. Das Heck wurde ähnlich der C-Serie der Ju 188 ausgeführt, während das Leitwerk von der Ju-288-C-Serie übernommen wurde.
Anfang 1944 wurde mit dem Bau der Prototypen Ju 488 V1 und V2 bei Latécoère im französischen Toulouse begonnen. Nach der Landung der Alliierten in der Normandie wurde im Juli 1944 beschlossen, die schon fertiggestellten Bauteile per Bahn in das Junkers-Werk in Bernburg (Saale) zu überführen. Daraufhin zerstörten Mitglieder der französischen Résistance den Rumpf und die mittlere Flügelsektion der Ju 488 V1 in der Nacht vom 16./17. Juli 1944. Nachdem die deutschen Truppen im August 1944 Toulouse geräumt hatten, fand man noch die vordere Rumpfsektion der V2 auf einem Bahnwaggon. Danach ist sie verschollen. Bei Junkers wurden die Konstruktionsarbeiten im November 1944 eingestellt. Man hatte zudem noch vergeblich versucht, die Konstruktion nach Japan zu verkaufen.

## Technische Daten
| Kenngröße             | Daten der Ju 488A                                                                                    |
| --------------------- | --- |
| Besatzung             | 3 |
| Länge                 | 23,24 m                                                                                              |
| Spannweite            | 31,28 m                                                                                              |
| Höhe                  | 6,09 m                                                                                               |
| Flügelfläche          | 88,00 m²                                                                                             |
| Flügelstreckung       | 11,1                                                                                                 |
| Flächenbelastung      | 409 kg/m²                                                                                            |
| Leermasse             | 21.000 kg                                                                                            |
| max. Startmasse       | 36.000 kg                                                                                            |
| Höchstgeschwindigkeit | 690 km/h in 7200 m                                                                                   |
| Marschgeschwindigkeit | 487 km/h                                                                                             |
| Dienstgipfelhöhe      | 11.350 m                                                                                             |
| Steigrate             | 551 m/min                                                                                            |
| Reichweite            | 3395 km                                                                                              |
| Triebwerke            | vier 24-Zylinder-Reihensternmotoren Junkers Jumo 222A-3/B-3, wassergekühlt, mit je 1864 kW (2500 PS) |
| Bewaffnung            | - zwei 20-mm-MG 151 - zwei 13-mm-MG 131 - bis zu 5000 kg Bombenlast                                  |